# Пелем-Паркуэй (линия Дайр-авеню, Ай-ар-ти)
|   |   |   |   |   |   |   |   |
| · | · | · | · | · | · | · | · |

|   |   |   |   |   |   |   |   |
| · | · | · | · | · | · | · | · |

«Пелем-Паркуэй» (англ. Pelham Parkway) — станция Нью-Йоркского метрополитена, расположенная на линии Дайр-авеню, Ай-ар-ти.  На станции останавливается маршрут 5 (круглосуточно). Она представлена двумя островными платформами, обслуживающими четыре пути, из которых только локальные действующие.
Станция была открыта 29 мая 1912 года, на линии железнодорожной компании NYW&B, для всех пригородных поездов — локальных, которые направлялись до Порт-Честера, и экспрессов, которые направлялись до Уайт-Плейнса. Компания перестала действовать в 1937 году, и станция была закрыта. Позже в 1941 городской транспортный оператор города Нью-Йорка выкупил данный участок линии и сделал частью системы метро. Это единственная подземная станция IRT Dyre Avenue Line и единственная во всём метрополитене подземная станция, которая была построена не как станция метро. Кроме того, это самая северная подземная станция IRT и единственная четырёхпутная подземная станция в Бронксе.
Экспресс-пути севернее станции на сегодня разобраны.

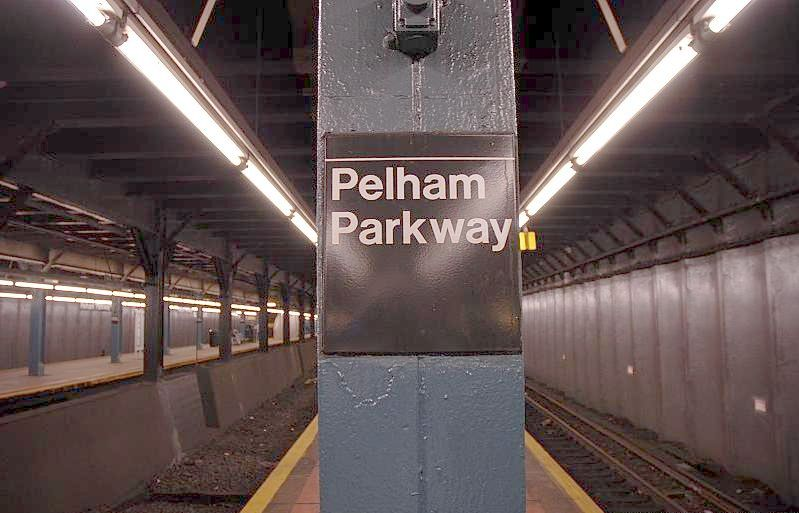